# Berotha chouioi
Berotha chouioi är en insektsart som beskrevs av C.-k. Yang och Liu 2002. Berotha chouioi ingår i släktet Berotha och familjen Berothidae. Inga underarter finns listade i Catalogue of Life.